# Piter

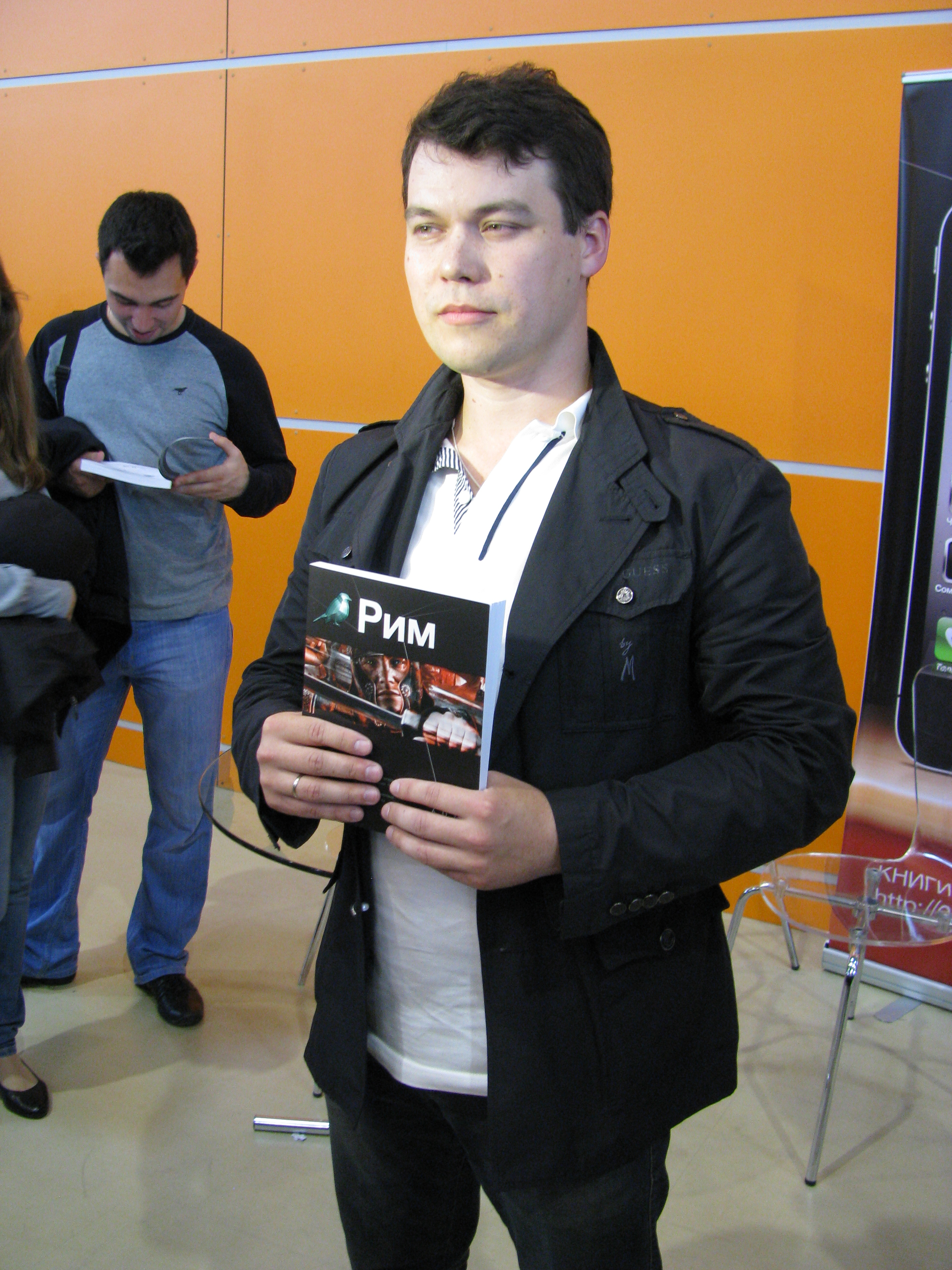
Szymun Wroczek

Piter (oryg. Питер) – powieść postapokaliptyczna napisana przez rosyjskiego pisarza Szymuna Wroczka, wydana w 2010 roku. Książka należy do serii Uniwersum Metro 2033.
Książka ta nie jest kontynuacją oryginalnych prac Dmitrija Głuchowskiego; opowiada o tym, co stało się po Katastrofie w innej części Rosji, zachowując przy tym oryginalne pomysły pierwowzoru.

## Opis fabuły
Podobnie jak mieszkańcy Moskwy, ocalała część ludności Petersburga po wojnie nuklearnej znalazła schronienie w podziemnych tunelach metra. Piter (rosyjskie skrócone określenie Sankt Petersburga) opowiada historię Iwana Mierkułowa, dwudziestosześcioletniego bojownika i stalkera.
Przygotowania do ceremonii ślubu Iwana przerywa kradzież agregatu prądotwórczego, bez którego życie na stacji Wasileostrowskiej jest praktycznie niemożliwe. Sazonow – przyjaciel oraz członek drużyny stalkerów Mierkułowa – obwinia za to mieszkańców pobliskich stacji, którzy uciekli z Moskwy. Między stacjami wybucha wojna.

## Odbiór książki
W Rosji Piter otrzymał głównie pozytywne opinie od krytyków i fanów serii, choć niektórzy określili dzieło „nastoletnimi bredniami”. Również ze strony polskich czytelników Piter spotkał się z dobrym przyjęciem. Krytycy ze strony internetowej Fantasta.pl stwierdzili, że Piter jest „godnym przedstawicielem literatury postapokaliptycznej” oraz że jest łatwy do zrozumienia nawet dla tych, którzy nigdy wcześniej nie czytali innej książki z serii Uniwersum Metro 2033. Redaktor Monika „Katriona” Doerre, z serwisu Kawerna.pl, poleciła Pitera fanom gier komputerowych z serii Fallout i Hellgate.